# La Jeune République
Ne doit pas être confondu avec La Jeune-République.
La Jeune République était un quotidien populaire de Marseille fondé en 1873 par Geoffroy Velten, Jean-Baptiste Amable-Chanot et Léo Taxil, (1851-1907), qui deviendra ensuite Le Petit Provençal, puis Le Provençal sous Gaston Defferre et ensuite La Provence.

## Histoire
Geoffroy Velten (1831-1915), un homme d'affaires luthérien et alsacien installé à Marseille, et Jean-Baptiste-Amable Chanot (1855-1920) avocat et maire de Marseille, sont à l'origine de la création du journal, qui avait pour directeur Léo Taxil.
La Jeune République avait pour rédacteur en chef Auguste Thomas et comptait parmi ses journalistes Louis Pierroti et Lucien Pasquier. Il était abonné aux services supplémentaires
Le quotidien eut très vite un tirage de 18 000 exemplaires. Il était engagé à gauche. En 1871, un de ses futurs journalistes, Clovis Hugues, futur député socialiste, tente de s'emparer de la mairie de Marseille avec les républicains, le 23 mars.